# Liste des ascensions du Tour de France 2023
Pour un article plus général, voir Tour de France 2023.
La liste des ascensions du Tour de France 2023 répertorie les cols et côtes empruntés par les coureurs lors de la 110e édition de la course cycliste par étape du Tour de France.

## Présentation
Un total de 70 ascensions sont répertoriées pour l'édition 2023 : six classées hors catégorie, 13 de première catégorie, 11 de deuxième, 23 de troisième et 17 de quatrième.
Le point culminant est atteint au col de la Loze (en Savoie), lors de la 17e étape, à 2 304 m d'altitude. Le Souvenir Henri-Desgrange y est ainsi décerné.

## Dotation

### Par points
Le classement de la montagne est établi en fonction du barème suivant suivant les différentes catégories d'ascension :
- hors catégorie : 20, 15, 12, 10, 8, 6, 4 et 2 points pour les huit premiers coureurs classés ;
- 1re catégorie : 10, 8, 6, 4, 2 et 1 point pour les 6 premiers coureurs classés ;
- 2e catégorie : 5, 3, 2 et 1 point pour les 4 premiers coureurs classés ;
- 3e catégorie : 2 et 1 point pour les 2 premiers coureurs classés ;
- 4e catégorie : 1 point pour le premier coureur classé.

### Financière
Les huit premiers coureurs classés au classement du grand prix de la montagne reçoivent une récompense financière, avec, du premier au huitième : 25 000 €, 15 000 €, 10 000 €, 4 000 €, 3 500 €, 3 000 €, 2 500 €, 2 000 €.

## Liste
| Ascension                                | Catégorie | Subdivision / Pays           | Massif montagneux                | Altitude | Étape | Coureur en tête au sommet  |
| ---------------------------------------- | --------- | ---------------------------- | -------------------------------- | -------- | ----- | -------------------------- |
| Côte de Laukiz                           | 3e        | Biscaye                      | Pyrénées                         | 211 m    | 1re   | Jonas Gregaard Wilsly      |
| Côte de San Juan de Gaztelugatxe         | 3e        | Biscaye                      | Pyrénées                         | 286 m    | 1re   | Pascal Eenkhoorn           |
| Col de Morga                             | 4e        | Biscaye                      | Pyrénées                         | 307 m    | 1re   | Jonas Abrahamsen           |
| Côte de Vivero                           | 2e        | Biscaye                      | Pyrénées                         | 361 m    | 1re   | Neilson Powless            |
| Côte de Pike                             | 3e        | Biscaye                      | Pyrénées                         | 212 m    | 1re   | Tadej Pogačar              |
| Col d'Udana                              | 3e        | Guipuscoa                    | Pyrénées                         | 515 m    | 2e    | Neilson Powless            |
| Côte d'Aztiria                           | 4e        | Guipuscoa                    | Pyrénées                         | 572 m    | 2e    | Neilson Powless            |
| Côte d'Alkiza                            | 3e        | Guipuscoa                    | Pyrénées                         | 324 m    | 2e    | Neilson Powless            |
| Côte de Gurutze                          | 4e        | Guipuscoa                    | Pyrénées                         | 515 m    | 2e    | Neilson Powless            |
| Mont Jaizkibel                           | 2e        | Guipuscoa                    | Pyrénées                         | 455 m    | 2e    | Tadej Pogačar              |
| Côte de Trabakua                         | 3e        | Biscaye                      | Pyrénées                         | 369 m    | 3e    | Neilson Powless            |
| Côte de Milloi                           | 4e        | Guipuscoa                    | Pyrénées                         | 162 m    | 3e    | Neilson Powless            |
| Col d'Itziar                             | 3e        | Guipuscoa                    | Pyrénées                         | 212 m    | 3e    | Neilson Powless            |
| Côte d'Orioko-Benta                      | 3e        | Guipuscoa                    | Pyrénées                         | 316 m    | 3e    | Neilson Powless            |
| Côte de Dému                             | 4e        | Gers                         |                                  | 218 m    | 4e    | Anthony Delaplace          |
| Col du Soudet                            | HC        | Pyrénées-Atlantiques         | Pyrénées                         | 1 540 m  | 5e    | Felix Gall                 |
| Col d'Ichère                             | 3e        | Pyrénées-Atlantiques         | Pyrénées                         | 674 m    | 5e    | Krists Neilands            |
| Col de Marie-Blanque                     | 1e        | Pyrénées-Atlantiques         | Pyrénées                         | 1 035 m  | 5e    | Jai Hindley                |
| Côte de Capvern-les-Bains                | 3e        | Hautes-Pyrénées              | Pyrénées                         | 602 m    | 6e    | Neilson Powless            |
| Col d'Aspin                              | 1e        | Hautes-Pyrénées              | Pyrénées                         | 1 490 m  | 6e    | Neilson Powless            |
| Col du Tourmalet souvenir Jacques-Goddet | HC        | Hautes-Pyrénées              | Pyrénées                         | 2 115 m  | 6e    | Tobias Halland Johannessen |
| Cauterets                                | 1e        | Hautes-Pyrénées              | Pyrénées                         | 1 355 m  | 6e    | Tadej Pogačar              |
| Côte de Béguey                           | 4e        | Gironde                      |                                  | 84 m     | 7e    | Pierre Latour              |
| Côte de Champs-Romain                    | 3e        | Haute-Vienne                 | Massif central                   | 303 m    | 8e    | Anthony Turgis             |
| Côte de Masmont                          | 4e        | Haute-Vienne                 | Massif central                   | 353 m    | 8e    | Anthony Turgis             |
| Côte de Condat-sur-Vienne                | 4e        | Haute-Vienne                 | Massif central                   | 289 m    | 8e    | Anthony Turgis             |
| Côte de Felletin                         | 4e        | Creuse                       | Massif central                   | 660 m    | 9e    | Neilson Powless            |
| Côte de Pontcharraud                     | 4e        | Creuse                       | Massif central                   | 692 m    | 9e    | Neilson Powless            |
| Côte de Pontaumur                        | 3e        | Puy-de-Dôme                  | Massif central                   | 734 m    | 9e    | Neilson Powless            |
| Puy de Dôme                              | HC        | Puy-de-Dôme                  | Massif central (chaîne des Puys) | 1 415 m  | 9e    | Michael Woods              |
| Col de la Moreno                         | 3e        | Puy-de-Dôme                  | Massif central (chaîne des Puys) | 1 065 m  | 10e   | Anthon Charmig             |
| Col de Guéry                             | 3e        | Puy-de-Dôme                  | Massif central (Monts Dore)      | 1 277 m  | 10e   | Wout Poels                 |
| Col de la Croix Saint-Robert             | 2e        | Puy-de-Dôme                  | Massif central (Monts Dore)      | 1 451 m  | 10e   | Warren Barguil             |
| Côte de Saint-Victor-la-Rivière          | 3e        | Puy-de-Dôme                  | Massif central                   | 1 041 m  | 10e   | Esteban Chaves             |
| Côte de la Chapelle-Marcousse            | 3e        | Puy-de-Dôme                  | Massif central                   | 980 m    | 10e   | Krists Neilands            |
| Côte de Chaptuzat-Haut                   | 4e        | Puy-de-Dôme                  | Massif central                   | 490 m    | 11e   | Matîs Louvel               |
| Côte du Mercurol                         | 4e        | Allier                       | Massif central                   | 457 m    | 11e   | Daniel Oss                 |
| Côte de la Croix-Blanche                 | 4e        | Allier                       | Massif central                   | 292 m    | 11e   | Daniel Oss                 |
| Côte de Thizy-les-Bourgs                 | 3e        | Rhône                        | Massif central (Beaujolais)      | 633 m    | 12e   | Daniel Martínez            |
| Col des Écorbans                         | 3e        | Loire/Rhône                  | Massif central (Beaujolais)      | 853 m    | 12e   | Giulio Ciccone             |
| Col de la Casse-Froide                   | 3e        | Rhône                        | Massif central (Beaujolais)      | 742 m    | 12e   | Guillaume Martin           |
| Col de la Croix Montmain                 | 2e        | Rhône                        | Massif central (Beaujolais)      | 737 m    | 12e   | Mathieu van der Poel       |
| Col de la Croix-Rosier                   | 2e        | Rhône                        | Massif central (Beaujolais)      | 722 m    | 12e   | Ion Izagirre               |
| Col du Grand Colombier                   | HC        | Ain                          | Jura                             | 1 501 m  | 13e   | Michał Kwiatkowski         |
| Col de Saxel                             | 3e        | Haute-Savoie                 | Alpes (Chablais)                 | 944 m    | 14e   | Daniel Martínez            |
| Col de Cou                               | 1e        | Haute-Savoie                 | Alpes (Chablais)                 | 1 116 m  | 14e   | Giulio Ciccone             |
| Col du Feu                               | 1e        | Haute-Savoie                 | Alpes (Chablais)                 | 1 117 m  | 14e   | Giulio Ciccone             |
| Col de la Ramaz                          | 1e        | Haute-Savoie                 | Alpes (Chablais)                 | 1 619 m  | 14e   | Wout van Aert              |
| Col de Joux Plane                        | HC        | Haute-Savoie                 | Alpes (Chablais)                 | 1 691 m  | 14e   | Jonas Vingegaard           |
| Col de la Forclaz de Montmin             | 1e        | Haute-Savoie                 | Alpes (Bornes)                   | 1 157 m  | 15e   | Alexey Lutsenko            |
| Col de la Croix Fry                      | 1e        | Haute-Savoie                 | Alpes (Aravis)                   | 1 477 m  | 15e   | Giulio Ciccone             |
| Col des Aravis                           | 3e        | Haute-Savoie/Savoie          | Alpes (Aravis)                   | 1 487 m  | 15e   | Marc Soler                 |
| Côte des Amerands                        | 2e        | Haute-Savoie                 | Alpes                            | 888 m    | 15e   | Wout Poels                 |
| Saint-Gervais-les-Bains-Le Bettex        | 1e        | Haute-Savoie                 | Alpes                            | 1 372 m  | 15e   | Wout Poels                 |
| Côte de Domancy                          | 2e        | Haute-Savoie                 | Alpes                            | 810 m    | 16e   | Giulio Ciccone             |
| Col des Saisies                          | 1e        | Savoie                       | Alpes                            | 1 650 m  | 17e   | Giulio Ciccone             |
| Cormet de Roselend                       | 1e        | Savoie                       | Alpes                            | 1 968 m  | 17e   | Giulio Ciccone             |
| Côte de Longefoy                         | 2e        | Savoie                       | Alpes                            | 1 174 m  | 17e   | Giulio Ciccone             |
| Col de la Loze souvenir Henri-Desgrange  | HC        | Savoie                       | Alpes                            | 2 304 m  | 17e   | Felix Gall                 |
| Côte de Chambéry-le-Haut                 | 4e        | Savoie                       | Alpes                            | 349 m    | 18e   | Jonas Abrahamsen           |
| Côte de Boissieu                         | 4e        | Ain                          |                                  | 362 m    | 18e   | Jonas Abrahamsen           |
| Côte du Bois-de-Lionge                   | 4e        | Jura                         | Jura                             | 686 m    | 19e   | Alexey Lutsenko            |
| Côte d'Ivory                             | 3e        | Jura                         | Jura                             | 602 m    | 19e   | Matej Mohorič              |
| Ballon d'Alsace                          | 2e        | Territoire de Belfort/Vosges | Vosges                           | 1 173 m  | 20e   | Giulio Ciccone             |
| Col de la Croix des Moinats              | 2e        | Vosges                       | Vosges                           | 891 m    | 20e   | Giulio Ciccone             |
| Col de Grosse Pierre                     | 2e        | Vosges                       | Vosges                           | 944 m    | 20e   | Giulio Ciccone             |
| Col de la Schlucht                       | 3e        | Vosges/Haut-Rhin             | Vosges                           | 1 139 m  | 20e   | Giulio Ciccone             |
| Petit Ballon                             | 1e        | Haut-Rhin                    | Vosges                           | 1 163 m  | 20e   | Thibaut Pinot              |
| Col du Platzerwasel                      | 1e        | Haut-Rhin                    | Vosges                           | 1 193 m  | 20e   | Felix Gall                 |
| Côte du Pavé des Gardes                  | 4e        | Hauts-de-Seine               |                                  | 180 m    | 21e   | Giulio Ciccone             |

## Classement final du Grand prix de la montagne
| Classement de la montagne | Classement de la montagne | Classement de la montagne | Classement de la montagne | Classement de la montagne |
| Coureur                   | Coureur                   | Pays                      | Équipe                    | Points                    |
| ------------------------- | ------------------------- | ------------------------- | ------------------------- | ------------------------- |
| 1er                       | Giulio Ciccone            | Italie                    | Lidl-Trek                 | 106 pts                   |
| 2e                        | Felix Gall                | Autriche                  | AG2R Citroën Team         | 92 pts                    |
| 3e                        | Jonas Vingegaard          | Danemark                  | Jumbo-Visma               | 89 pts                    |
| 4e                        | Neilson Powless           | États-Unis                | EF Education-EasyPost     | 58 pts                    |
| 5e                        | Tadej Pogačar             | Slovénie                  | UAE Team Emirates         | 55 pts                    |
| 6e                        | Simon Yates               | Royaume-Uni               | Team Jayco AlUla          | 44 pts                    |
| 7e                        | Tobias Johannessen        | Norvège                   | Uno-X Pro Cycling Team    | 38 pts                    |
| 8e                        | Jai Hindley               | Australie                 | Bora-Hansgrohe            | 31 pts                    |
| 9e                        | Michał Kwiatkowski        | Pologne                   | Ineos Grenadiers          | 30 pts                    |
| 10e                       | Mattias Skjelmose         | Danemark                  | Lidl-Trek                 | 29 pts                    |